# Malá Věra
Malá Věra (rusky Маленькая Вера – Maleňkaja Vera) je sovětský film režiséra Vasilije Pičula z roku 1988. Film natočený v době perestrojky kriticky pojednává život soudobé společnosti. Věra (Natalja Něgodová) je bez práce a žije se svými rodiči, přičemž otec (Jurij Nazarov), zaměstnáním řidič, je alkoholik a spolu s matkou se marně snaží vést Věru ke spořádanému životu podle svých představ.
V době uvedení si film získal pozornost zobrazením sexu výrazně explicitnějším způsobem, než bylo dříve v sovětských filmech obvyklé. Něgodová dostala v roce 1989 za svůj výkon v titulní roli cenu Nika v kategorii „nejlepší herečka“. Vasilij Pičul dostal v roce 1988 zvláštní cenu poroty na Montrealském filmovém festivalu a cenu FIPRESCI na Benátském filmovém festivalu.
Dvě hlavní písně, které ve filmu zazněly, zpívala Sofia Rotaru.

## Obsazení
| Herec                         | Role                              |
| ----------------------------- | --------------------------------- |
| Natalja Igorevna Něgoda       | Věra                              |
| Andrej Alexejevič Sokolov     | Sergej                            |
| Jurij Vladimirovič Nazarov    | Věřin otec                        |
| Ljudmila Vasiljevna Zajcevová | Věřina matka                      |
| Alexandr Alexejev-Něgreba     | Viktor, Věřin starší bratr        |
| Alexandra Olegovna Tabakovová | Lenka Čisťakova, Věřina kamarádka |
| Andrej Vladimirovič Fomin     | Andrej                            |
| Alexandr Anaňjevič Mironov    | Tolik                             |
| Alexandr Sergejevič Leňkov    | Michail Petrovič                  |
| Vadim Viktorovič Zacharčenko  | pacient v nemocnici               |
| Gennadij Gorjačev             |                                   |
| Taťjana Mitrušinová           |                                   |
| Marija Chmeliková             |                                   |